# Krysař (film, 1985)
Krysař je český dramatický loutkový film Jiřího Barty z roku 1985 natočený na námět pocházející z klasické německé pověsti. Jde o adaptaci středověké legendy o krysaři, který za svou práci (vyhubení krys ve městě Hameln) nedostane od chamtivých měšťanů zaplaceno.
Zpracováním se jedná o klasickou animaci kombinovanou v některých scénách s hranými partiemi. Ve filmu vystupují živá zvířata (poznámka: mají to být krysy, ve skutečnosti ale jde o potkany), které v jedné závěrečných scén padají do skutečné vody. Loutky velmi expresivního výrazu – divák okamžitě pozná, jaké povahové vlastnosti má ta která postava – jsou vyrobeny ze dřeva, stejně jako většina kulis (některé jsou pouze dvourozměrné, malované). K působivosti filmu přispívá i výrazná hudba: v tragických pasážích drsné kytarové rify Kocába a Pavlíčka; v klidnějších partiích a v usmiřujícím závěru jemná Stivínova flétna.
Film vyrobily Krátký film Praha – Studio Jiřího Trnky, TV 2000 a Südwestfunk Baden-Baden v roce 1985 a záhy se dočkal mnoha ocenění na mezinárodních filmových festivalech. Dnes se řadí mezi základní filmová díla v oblasti animované tvorby.

## Ocenění
- 1986 – Bilbao International Festival of Documentary and Short Films: cena Golden Mikeldi za animaci pro Jiřího Bartu
- 1986 – Newcastle: hlavní cena festivalu
- 1986 – Royan: hlavní cena v kategorii, cena za nejlepší hudbu
- 1986 – Chicago: Zlatá plaketa (Golden Plaque) za nejlepší animovaný film
- 1986 – Espinho: nejlepší animovaný film
- 1986 – San Sebastian: FIPRESCI Special Mention, CIGA Special Mention
- 1987 – Madrid: cena za animaci
- 1987 – São Paulo: nejlepší režie, nejlepší kamera
- 1988 – Salerno: hlavní cena v kategorii
- 1989 – Alençon: „Alençon Lace“